# Café Prag (Dresden)

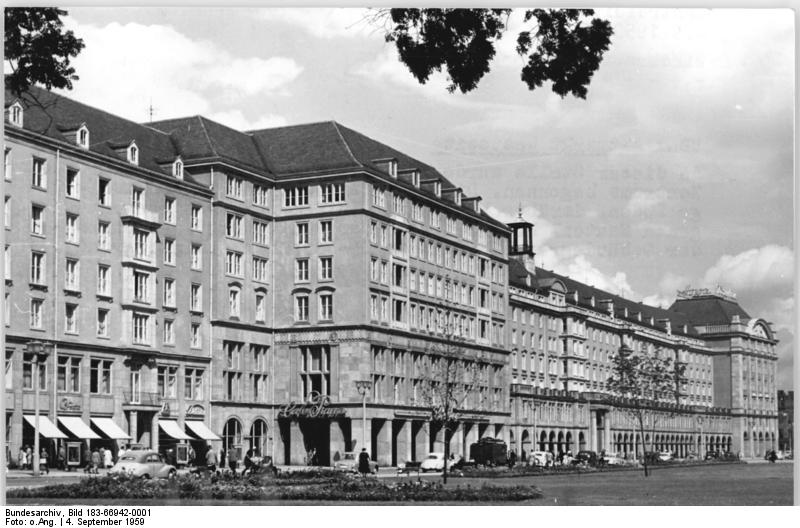
Das Haus Seestraße 10 am Altmarkt (1959, noch ohne gegenüberliegende Bebauung)

Die Markthalle Café Prag an der Seestraße 10 in Dresden ist eine Verkaufshalle für den Lebensmitteleinzelhandel in Form von kleinen Marktständen. Das Haus gehört zum Gebäudekomplex Altmarkt 21–25 / Seestraße 2–16 und ist nach dem dort ursprünglich vorhandenen Café Prag benannt. Bei seinem Umbau 2012/2013 erfolgte eine Vergrößerung der Grundfläche zur rückseitig benachbarten Altmarkt-Galerie.

## Geschichte

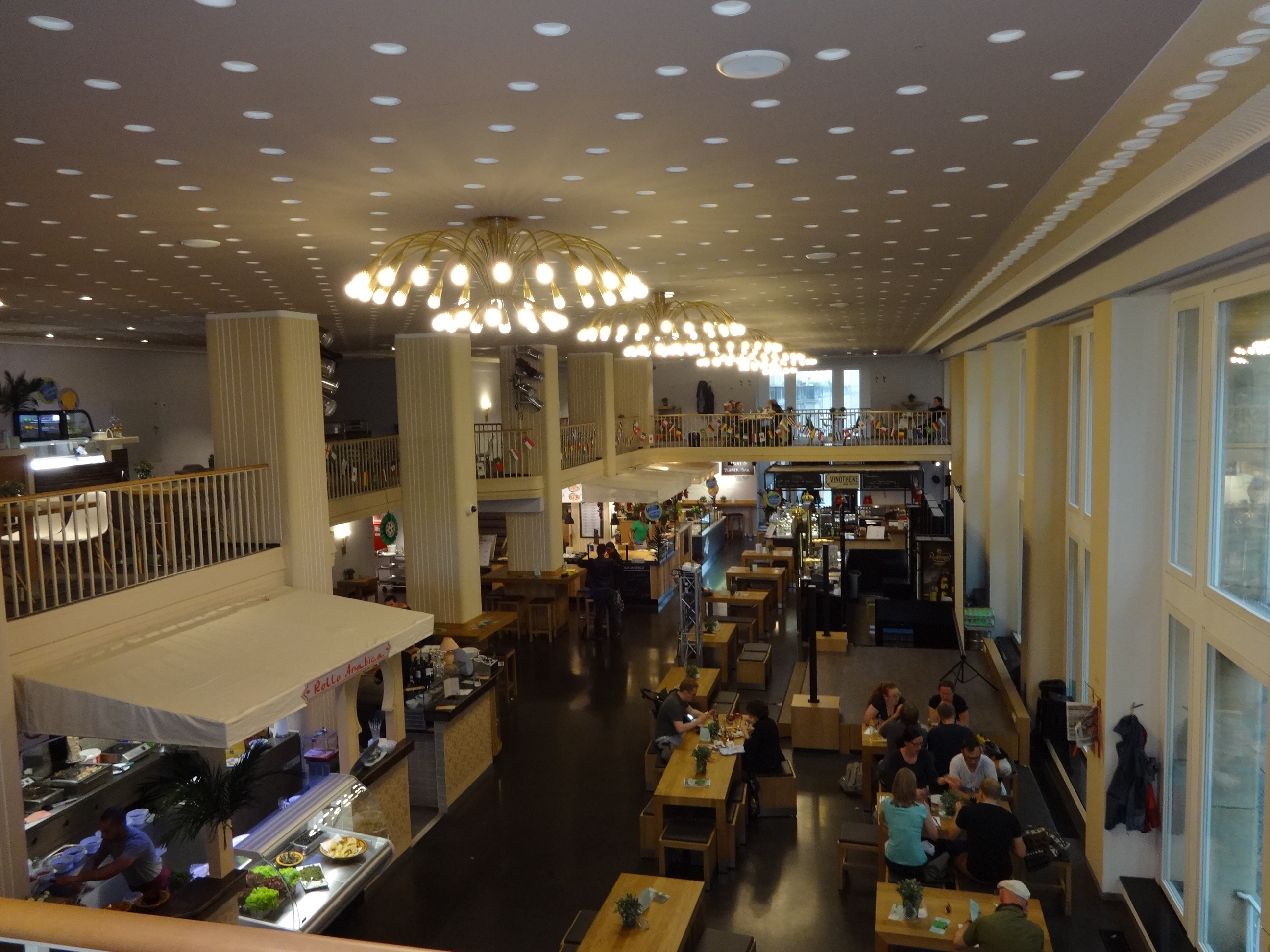
Großer Raum auf der Ostseite nach der Sanierung

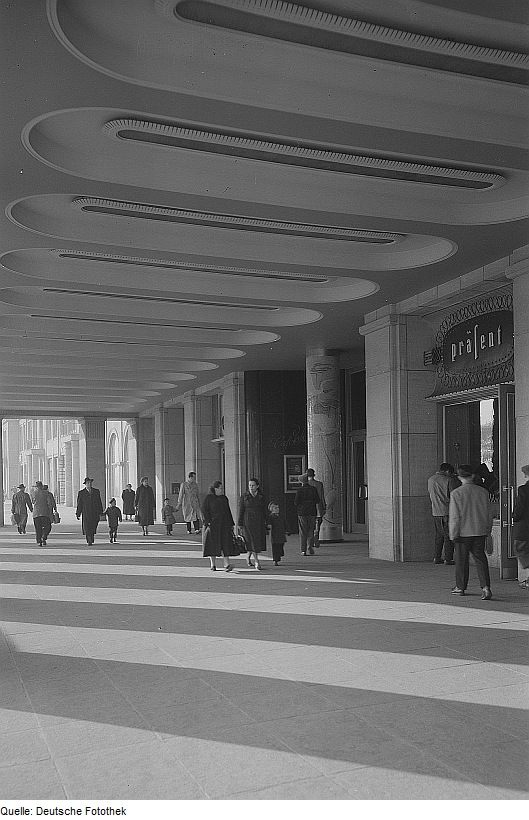
Eingang in der Passage unter dem Café Prag

Das Café Prag am Dresdner Altmarkt wurde am 20. Dezember 1956 eröffnet. Neben Gastronomie wurden im Café zunächst Modenschauen gezeigt; nach zahlreichen Eingaben der Bevölkerung entschied sich der Betreiber HO, das Konzept des Hauses neu zu fassen. Das Café Prag wurde zu einem Varietétheater mit Tanzabenden und Gastronomie umgestaltet und in der Folge zu einem der beliebtesten Cafés der Stadt, wozu auch die hauseigene Mokka-Bar beitrug. Regelmäßige Veranstaltungen gab es im Café Prag ab Mai 1958.
Bis zum Bau der Berliner Mauer im Jahr 1961 traten im Café Prag Künstler aus beiden deutschen Staaten und dem Ausland auf. Nach dem Mauerbau wurde das Café Prag ein beliebter Auftrittsort für Künstler der DDR und der sozialistischen Staaten. Zum 20. Jahrestag der Gründung der DDR traten 1969 im Café Prag Die vier Brummers auf; andere Künstler, die zum Teil im Café Prag ihre ersten Auftritte hatten, waren Václav Neckář, Olaf Berger, Sandra Mo & Jan Gregor und Susi Schuster, die „Jodelkönigin der DDR“. Auch Conferencier O. F. Weidling trat im Café Prag auf.
Das Café wurde 1988 für einen geplanten Umbau geschlossen; seitdem wird es nicht mehr als Tanzvarieté genutzt. Nach einem Umbau zu einem „Luxor-Palast“ wurde es unter dem Namen Balducci’s Café Prag 1991 als italienisches Restaurant neu eröffnet. Seit 2007 stand das Café Prag leer. In den Jahren 2012/2013 zu einer Markthalle umgebaut und erweitert, wurde es im Dezember 2013 als Markthalle Café Prag wiedereröffnet. Das Konzept der Patrizia AG scheiterte jedoch.
2016 zog die Spielbank Dresden in die Räumlichkeiten, seit 2020 befindet sich dort ein Büro des IT-Unternehmens Staffbase.

## Baubeschreibung

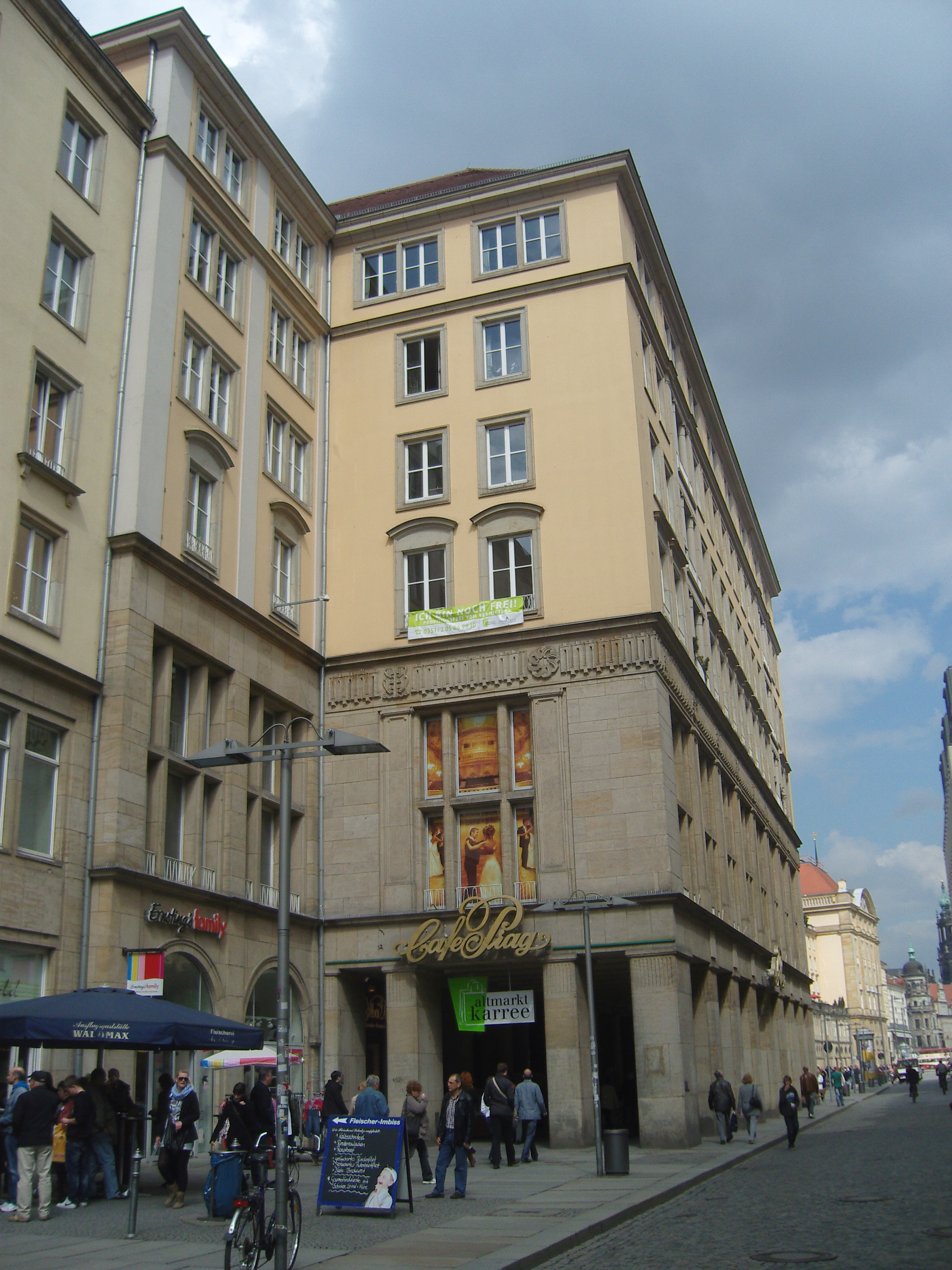
Ansicht von der Seestraße aus Richtung des Dr.-Külz-Rings

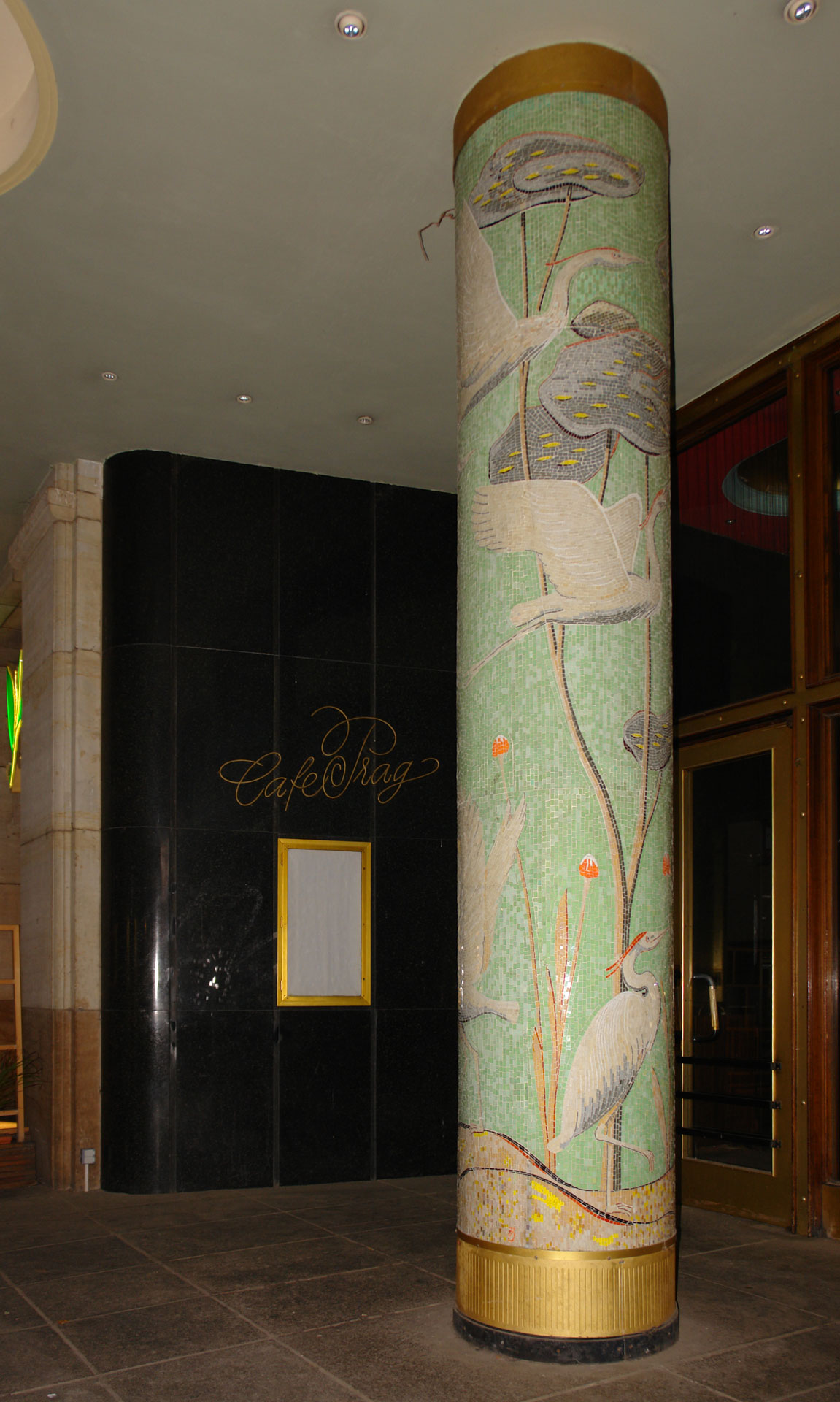
Säule im Eingangsbereich

Das siebengeschossige Gebäude des Café Prag wurde von Johannes Rascher entworfen und von 1953 bis 1956 im Stil des sozialistischen Klassizismus mit neobarocken Anklängen erbaut und in Anlehnung an Dresdner Bautradition mit einer Sandstein-Putzfassade versehen. Die unter den Arkaden befindlichen Reliefs wurden von Rudolf Wittig und Max Piroch gestaltet. Eine von Johannes Beutner gestaltete Glasmosaiksäule befindet sich im Eingangsbereich.
Das Gebäude ruht auf Pfeilern mit Laubengang im Erdgeschoss. Darauf befindet sich eine zweigeschossige Halle mit acht Fensterachsen, worauf die übrigen vier Geschosse des Gebäudes ruhen. Zwei säulenbestandene Loggien strukturieren die ersten drei dieser Geschosse und stellen eine Verbindung zur Gliederung der übrigen Fassade des Hauses her. Das oberste Geschoss nimmt die achtachsige Gestaltung des Erdgeschosses und der Halle wieder auf. Ein hohes Walmdach mit fünf Dachgauben bildet den oberen Abschluss des breiten Mittelbaus.